# Само една нощ
Само една нощ (на английски: One Night Only) е pay-per-view събитие, продуцирано от Световната федерация по кеч (WWF). Събитието се провежда на 20 септември 1997 г. в Бирмингам, Англия.

## Резултати
| №                                         | Резултати                                                                                  | Правила                                                       | Време |
| ----------------------------------------- | ------------------------------------------------------------------------------------------ | ------------------------------------------------------------- | ----- |
| 1                                         | Хънтър Хърст Хелмсли (с Чайна) побеждава Дюд Лав                                           | Индивидуален мач                                              | 12:51 |
| 2                                         | Тигър Али Сингх (с Тигър Джийт Сингх) поб. Лейф Касиди                                     | Индивидуален мач                                              | 04:06 |
| 3                                         | Хедбенгърс (Мош и Трашър) (ш) поб. Лос Бурикос (Мигел Перес младши и Савио Вега)           | Отборен мач за Световните отборни титли на WWF                | 13:34 |
| 4                                         | Патриотът поб. Флаш Фънк                                                                   | Индивидуален мач                                              | 08:47 |
| 5                                         | Легионът на смъртта (Животното и Ястреба) поб. Годуин (Хенри O. Годуин и Финиъс И. Годуин) | Отборен мач                                                   | 10:42 |
| 6                                         | Вейдър поб. Оуен Харт                                                                      | Индивидуален мач                                              | 12:14 |
| 7                                         | Брет Харт (ш) поб. Гробаря чрез дисквалификация                                            | Индивидуален мач за Световната титла в тежка категория на WWF | 28:35 |
| 8                                         | Шон Майкълс (с Чайна, Хънтър Хърст Хелмсли и Рик Руд) поб. Британския Булдог (ш)           | Индивидуален мач за Европейската титла на WWF                 | 22:53 |
| - (ш) – указва шампиона/шампионите в мача |                                                                                            |                                                               |       |